# Claudia do Val
Claudia do Val é uma lutadora profissional de Jiu-jítsu brasileiro. Ela é três vezes campeã do Campeonato Mundial de Jiu-Jitsu,tendo cada título em uma categoria de peso diferente.
Ela foi ranqueada em N.1 entre as competidoras de quimono da IBJJF pela temporada de 2018/2019, como também No.1 do rankding da IBJJF das competidoras sem quimono pelas temporadas de 2018, e 2019.
Cláudia completou o Grand Slam da IBJJF em 2018, que consiste em ganhar os 4 maiores campeonatos do ano: Campeonato Europeu, Campeonato Mundial, Campeonato Brasileiro, Campeonato Pan Americano
Além dos seus títulos em campeonatos maiores, do Val é dona, também, de mais de 60 medalhas de ouro em campeonatos menores de jiu-jitsu.